# Another Day in Paradise (film)
Another Day in Paradise är en amerikansk kriminaldramafilm från 1998 i regi av Larry Clark och med James Woods, Melanie Griffith, Vincent Kartheiser och Natasha Gregson Wagner i huvudrollerna. Handlingen utspelar sig på 1970-talet och handlar om en tonårsmissbrukare som, tillsammans med sin flickvän, tas om hand av ett medelålders par. Paret övertalar tonåringarna att hjälpa dem att begå en rad alltmer komplicerade och farliga narkotikarån. Baserad på romanen med samma namn från 1997 av Eddie Little, är Another Day in Paradise Clarks andra långfilm; den vann Grand Prix-priset vid 1999 Festival du Film Policier de Cognac.
Efter att ursprungligen ha fått det sällsynta NC-17-betyget, redigerades den amerikanska biopremiären i syfte att erhålla ett R, vilket minskade speltiden från 105 till 101 minuter. Clarks originalsnitt tog över 140 minuter.